# 9 (ウルフルズのアルバム)
『9』（ナイン）は、ウルフルズ9枚目のアルバム。
2005年2月23日発売。発売元は東芝EMI（現：ユニバーサルミュージックジャパン）。

## 解説
アルバム・タイトルは、9枚目のアルバムであることから付けられた。トータス松本は、本作について「ベスト盤以外で人に薦めるなら、おれはこれを差し出したい」と書いている。

## メンバー
- トータス松本 - ボーカル・ギター・ハーモニカ
- ジョン・B・チョッパー - ベース・コーラス
- サンコンJr. - ドラムス・コーラス
- ウルフルケイスケ - ギター・コーラス
- 伊東ミキオ：キーボード、コーラス

## 収録曲

### CD
全曲・編曲：ウルフルズ
| #         | タイトル                           | 作詞                          | 作曲             | 時間  |
| --------- | ---------------------------------- | ----------------------------- | ---------------- | ----- |
| 1.        | 「バカサバイバー」                 | トータス松本                  | トータス松本     | 3:44  |
| 2.        | 「ゼンシン・イン・ザ・ストリート」 | トータス松本                  | トータス松本     | 4:08  |
| 3.        | 「歌」                             | トータス松本                  | トータス松本     | 3:48  |
| 4.        | 「おまえのことさ」                 | トータス松本                  | トータス松本     | 3:27  |
| 5.        | 「ニャーホホ」                     | トータス松本                  | トータス松本     | 2:07  |
| 6.        | 「テラセ!」                        | トータス松本                  | トータス松本     | 2:53  |
| 7.        | 「ブキー」                         |                               | トータス松本     | 2:29  |
| 8.        | 「ほら急げ」                       | トータス松本 ウルフルケイスケ | ウルフルケイスケ | 2:08  |
| 9.        | 「まいどハッピー」                 | トータス松本 ウルフルケイスケ | ウルフルケイスケ | 3:37  |
| 10.       | 「暴れだす」(full version)         | トータス松本                  | トータス松本     | 5:22  |
| 11.       | 「大丈夫」                         | トータス松本                  | トータス松本     | 3:58  |
| 合計時間: | 合計時間:                          | 合計時間:                     | 合計時間:        | 37:41 |

## 曲解説
1. バカサバイバー
  - テレビ朝日系（ローカルセールス）アニメ『ボボボーボ・ボーボボ』オープニングテーマ
2. ゼンシン・イン・ザ・ストリート
  - 関西テレビ『プロ野球中継2005』テーマソング
3. 歌
  - 日本民間放送連盟スマトラ沖地震・津波救援募金キャンペーンソング
4. おまえのことさ
  - 鈴鹿サーキットTVCMソング
5. ニャーホホ
6. テラセ!
7. ブキー
8. ほら急げ
9. まいどハッピー
  - 江崎グリコ「ポスカム」TVCMソング。
  - 三重テレビ系『キンさばっ!! -近所の裁き-』オープニングテーマ
10. 暴れだす (full version)
  - au関西CMソング。シングル・バージョンよりイントロ・間奏が長い。
11. 大丈夫
  - ベネッセコーポレーション「進研ゼミ」キャンペーンソング。